# Yasmine Ammari
Yasmine Ammari (Orán, 17 de junio de 1985) es una actriz y cantante argelina, reconocida por interpretar el papel de la Sultana Razane en la popular serie de televisión argelina Sultan Achour 10.

## Carrera
Ammari inició en el mundo de las artes en su infancia, impulsada por su padre, el reconocido compositor e intérprete Bouzid Ammari. Empezó a grabar sencillos desde los nueve años de edad, publicando hasta la fecha casi una decena de producciones discográficas.
En 2001 participó en el programa de talentos Seed of Star, terminando en la segunda posición. Inició su carrera como actriz en 2015, interpretando el papel de la Sultana Razane en la serie de televisión Sultan Achour 10, un éxito masivo en su país que incluso logró reconocimiento internacional. En 2017 interpretó el papel de la doctora Lydia en otra popular producción para la televisión argelina, El Khawa. Un año después participó en la versión francesa del programa de concurso The Voice.

## Filmografía

### Televisión
- 2015-2017 - Sultan Achour 10: Sultana Razane
- 2018 - El Khawa: Lydia
- 2018 - The Voice France: Participante

### Cine
- 2013 - Yasmine Ammari: Denia Li Nekratou

## Discografía
- 1994 : Ya Khali
- 1995 : Targhite
- 2001 : Koulouna Djazairine
- 2013 : Denia Li Nekratou
- 2015 : Venez Danser le Rai
- 2015 : Bent Wahran
- 2016 : Baba
- 2016 : L'argent ne fait pas le bonheur